# Palazzo Serra di Cassano
A Palazzo Serra di Cassano egy nápolyi palota Piazza Plebiscito mögött a via Monte di Dión, a Pizzofalcone kerületben. Az épület a 18. század első feléből származik és egyike a legszebb nápolyi barokk építészeti stílust képviselő épületeknek. Ferdinando Sanfelice építette, akinek nevéhez fűződik a Nunziatella, a Bourbon katonai akadémia építése is.
Az épületnek eredetileg két bejárata volt. Amelyik a via Egiziaca-ra nyílott a Királyi Palotával szemben,  1799-ben bezáratta az akkori tulajdonos tiltakozásképpen, hogy fiát, a Parthenopéi Köztársaság kollaboránsát kivégezték. Megfogadta, hogy mindaddig amíg a köztársaság eszméi meg nem valósulnak zárva tartja azt. A Via Monte di Diora nyíló kettős portálon keresztül lehet megközelíni a nyolcszögletű belső udvart. A belső díszítések, kandelláberek, márványborítás a Királyi Palotához hasonlatossá teszi az épületet. Ma az Olasz Filozófiatudományi Intézet székhelye.